# Losa del Obispo
Losa del Obispo es un municipio de la Comunidad Valenciana, España. Perteneciente a la provincia de Valencia, en la comarca de Los Serranos. Cuenta con una población de 523 habitantes (INE 2024). Se trata de un municipio castellanohablante, en el que el castellano cuenta con el predominio lingüístico reconocido legalmente.

## Geografía

Localización en la comarca de Los Serranos

La villa está edificada junto a un barranco y sus calles son bastantes llanas.
Sus terrenos son generalmente de naturaleza caliza del cretáceo y jurásico. En la mitad noroeste el relieve es montañoso, con alturas superiores a 600 m. (cerro de Talayuela, la Peña Roya y las lomas de la Cruz y las Suertes). En la otra mitad es menos accidentado y presenta la forma de un glacis inclinado hacia el sureste, con una altitud media entre 400 y 350 m., sobre el que se extienden los terrenos de cultivo. De norte a sur corren los barrancos de Pilatos, Tarragón y la Cava, en cuyo origen se encuentra la fuente de Santa María. Todos son de régimen temporal y desembocan en el río Turia. En el abrigo del Tarragón se hallan inscripciones rupestres iberas que mencionan a Urdal/Urtal y dos inscripciones radiales, así como grafitis medievales.
Se tiene acceso, desde Valencia, a través de la carretera autonómica CV-35 (Valencia-Ademuz), la cual tiene trazado de autovía (Autovía del Turia) hasta el municipio de Casinos (pk 52), en donde cambia su condición a la de vía rápida hasta Losa del Obispo.

### Localidades limítrofes
El término municipal de Losa del Obispo limita con las siguientes localidades:
Chulilla, Domeño, Loriguilla y Villar del Arzobispo todas ellas de la provincia de Valencia. La población también limita con Casinos.

## Historia

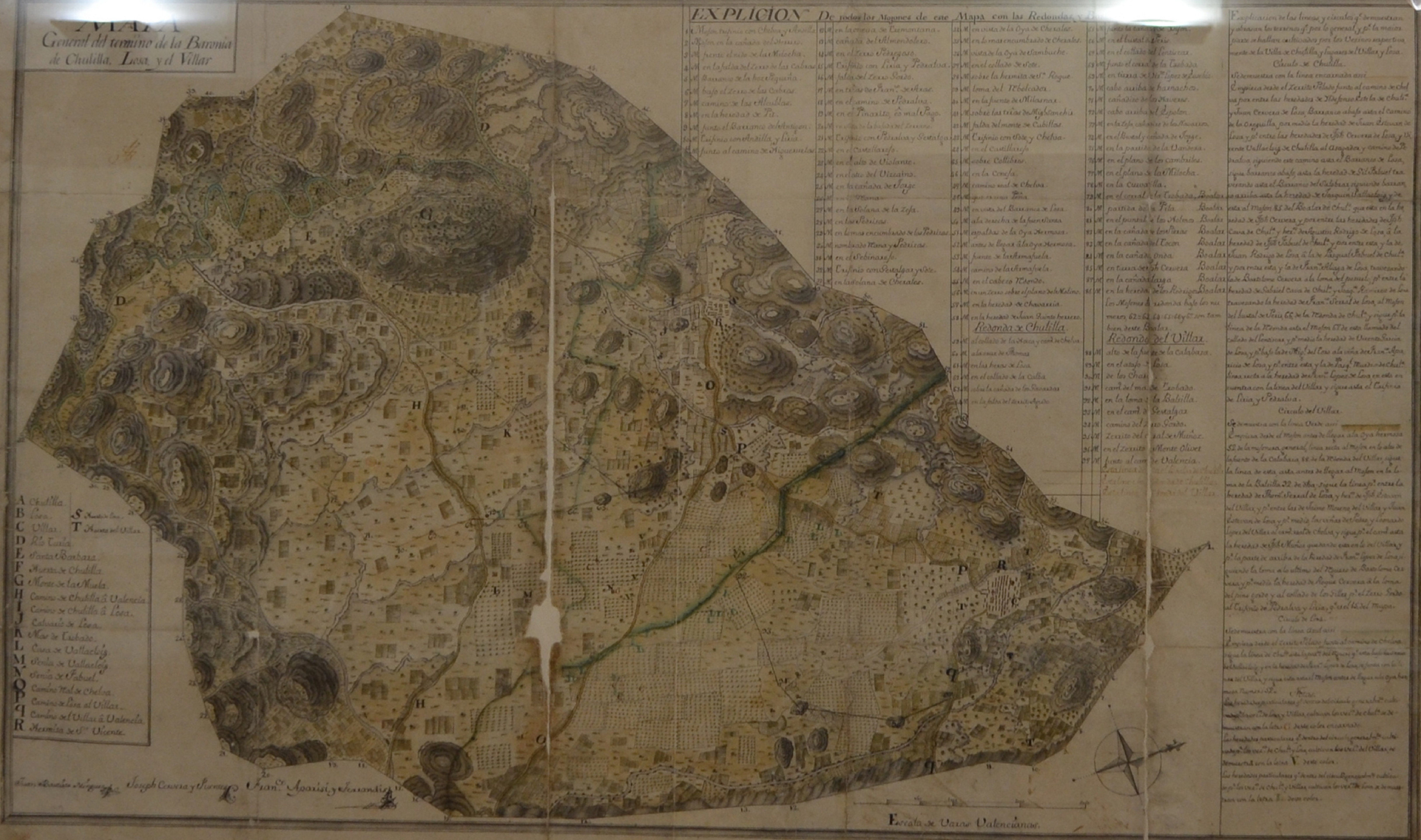
Mapa de 1770 de los términos de Chulilla, Villar del Arzobispo y Losa del Obispo.

En su término municipal se encuentra uno de los yacimientos más importantes del Bronce Valenciano: la Atalayuela. Se trata de un altozano picudo en cuya parte superior se excavó en 1946 un poblado, entre cuyos restos se recogió una alabarda, un puñal, restos de varias puntas de flecha de perfil foliáceo y otros materiales, todos ellos de cobre, y abundantes fragmentos de cerámica lisa.
De fecha contemporánea a la de la Atalayuela son los restos, principalmente de cerámica, que se recogen en el Collado de la Horca. De los comienzos de la romanización son las ruinas de una villa rústica aparecidas en la partida de la Hoya de Gurrea. En dicho paraje han aparecido cerámicas, restos de ánfora y ladrillos.
Losa del Obispo, fue un pueblo nacido en la época de la Reconquista. Las primeras noticias documentales de él se tienen como unidad municipal, datan del rey Jaime I el Conquistador, el cual hizo donación de estas tierras, además de las de Chulilla y Villar del Arzobispo, a la dignidad Arzobispal de Valencia, con fecha 12 de marzo de 1271, siendo su obispo D. Andrés Albalat.
En su origen, este municipio perteneció, junto con Villar del Arzobispo, a la Baronía de Chulilla; pero después de numerosos conflictos y con la mediación del Arzobispo de Valencia, Juan de Rocabertí, que suplicó a la villa de Chulilla la independencia del "Lugar" de Losa, ésta se consiguió con carácter definitivo el 7 de mayo de 1795, por Resolución Real de Carlos IV de España (dicha Resolución está en poder del M.I. Ayuntamiento de Losa del Obispo) confirmando la disposición tomada por el arzobispo Rocarbertí, en 1686, de desmembrarla de Chulilla adquiriendo la villa de Losa jurisdicción propia.

## Demografía
Losa del Obispo cuenta con una población de 523 habitantes (INE 2024).
| Gráfica de evolución demográfica de Losa del Obispo entre 1842 y 2021                                               |
| |
| Población de derecho según los censos de población del INE Población de hecho según los censos de población del INE |

## Economía
Basada tradicionalmente en la agricultura. En el secano los cultivos dominantes son el algarrobo, olivo, almendro y vid. En la zona de regadío los frutales, de entre los que destaca en los últimos años las nuevas plantaciones de naranjos. También cuenta con minas de caolín.

## Administración y política
| Periodo   | Nombre                       | Partido                       |
| --------- | ---------------------------- | ----------------------------- |
| 1979-1983 | Rafael Serral Francés        | UCD                           |
| 1983-1987 | Rafael Serral Francés        | Independiente                 |
| 1987-1991 | Rafael Serral Francés        | PSPV-PSOE                     |
| 1991-1995 | Benjamín M. Aparicio Cervera | PP                            |
| 1995-1999 | Benjamín M. Aparicio Cervera | PP                            |
| 1999-2003 | Benjamín M. Aparicio Cervera | PP                            |
| 2003-2007 | Benjamín M. Aparicio Cervera | PP                            |
| 2007-2011 | Benjamín M. Aparicio Cervera | PP                            |
| 2011-2015 | Benjamín M. Aparicio Cervera | PP                            |
| 2015-2019 | Benjamín M. Aparicio Cervera | PP                            |
| 2019-2023 | David Pérez Rodrigo          | Independiente-Juntos por Losa |
| 2023-act. | David Pérez Rodrigo          | Independiente-Juntos por Losa |

## Fiestas locales
Celebra sus fiestas patronales a San Sebastián en enero y a San Pedro de Verona en la primera semana de agosto. También se celebra La Inmaculada el 8 de diciembre.